# Max Méreaux
Max Méreaux (* 13. Oktober 1946 in Saint-Omer) ist ein französischer Komponist.
Er studierte bei Jacques Castérède (Tonsatz und Komposition) am Konservatorium von Paris. 1973 beendete er sein Studium in Musikerziehung und Chorgesang mit Auszeichnung. Er war einige Jahre lang Direktor des Konservatoriums von Saint-Omer und ist dort jetzt als Lehrer am Gymnasium tätig.
Seit März 1981 ist Max Méreaux Mitglied der "Société des Auteurs, Compositeurs et Editeurs de Musique" (S.A.C.E.M.) in Neuilly.
Er schuf Werke für Klavier, Orchester und Kammermusik.

## Werke
- Sonatinen für Gitarre und Klavier.
- Sonate für Klarinette, Violoncello und Klavier.
- Suite für zehn Soloinstrumente.
- Pentacle für Orchester.
- Alturas de Macchu Picchu für Bariton und Orchester.
- Das "Konzert für Violine und elf Saiteninstrumente" wurde 1981 bei dem renommierten "Concours International de Composition Valentino Bucchi de Rome" ausgezeichnet.
- Das "Konzert für Violine und zwölf Saiteninstrumente" ist Tibor Varga und seinem Kammerorchester in Detmold gewidmet.